# گردنه کولی‌کش
گردنه کولی‌کُش گردنه‌ای در استان فارس در جنوب ایران است که در جاده قدیم شیراز-اصفهان و بین شهرهای صفاشهر و آباده قرار دارد.

## نام
علت نام‌گذاری کولی کُش هنوز در هیچ منبع معتبر و مستندی از قبیل کتاب و مقاله و غیره .... نیامده است.